# ハッシウム
ハッシウム（英: hassium）は、原子番号108の元素。元素記号は Hs。超ウラン元素、超重元素である。安定同位体は存在しない。

## 名称
1992年、IUPACとIUPAPによる合同作業部会の報告書によって認定されると、所在地であるドイツヘッセン州のラテン語名、ハッシア (hassia) にちなんでハッシウムが提案された。
本来なら発見者提案が優先されるはずだが、1994年に発表されたIUPACの超フェルミウム元素に関する報告書では、オットー・ハーンにちなんでハーニウム (hahnium, Hn) となっていた。
これはアメリカ化学会が105番元素名として提案し、アメリカでは既に使用されていた名前だったが、105番元素の命名権はドゥブナ合同原子核研究所が得ていた。ドイツ化学会・ドイツ物理学会の抵抗と長い議論が続き、系統名のウンニルオクチウム（英: unniloctium, Uno）の使用が続いた。
1997年、IUPACとIUPAPは改めて報告書を出し、正式にハッシウムと命名された。

## 歴史
1984年、重イオン研究所の線形加速器UNILACによるペーター・アルムブルスターとゴットフリート・ミュンツェンベルクらの鉛に鉄イオンを照射する実験によって合成に成功した。
{\displaystyle {\ce {^{208}Pb + ^{58}Fe -> ^{265}Hs + 1n}}}
2002年、スイスベルン大学でわずか7原子から酸化物、次いでオキソ酸塩を合成する実験が行われ、化学的性質のいくつかが測定された。
{\displaystyle {\ce {^{269}Hs + 2O2 -> {}^{269}HsO4}}}
{\displaystyle {\ce {HsO4 + 2NaOH -> Na2[HsO4(OH)2]}}}

## 性質
原子の巨視的-微視的 (MM) 理論では原子番号108番 (Z=108) は陽子単独の魔法数と考えられ、中性子の魔法数 (N=162) を併せ持つ二重魔法数のハッシウム270は長い半減期をもつ可能性が指摘されていた。
2001年5月、ベルン大学とパウル・シェラー研究所ほかの国際研究チームが、キュリウム248とマグネシウム26からの合成に成功したが、推測された半減期は2〜7秒と、特に長寿命とは言えなかった。
一方、N が170を超えると再び安定傾向が強まる理論研究から、中性子魔法数 (N=184) を持つハッシウム292を安定の島中心とする考えもある。

## 化合物
第8族元素の遷移金属であり、性質はオスミウムに類似している。周期表の位置からエカオスミウム (eka-osmium) と呼ばれることもあった。2002年の合成実験成功により、現在確認されている化合物に含まれる最も原子番号の大きい元素となった。
- 四酸化ハッシウム (HsO4) 性質は四酸化オスミウムに類似し、揮発性がある[10]

- ハッシウム酸ナトリウム (Na2[HsO4(OH)2]) 上記の四酸化ハッシウムに水酸化ナトリウムを作用させて合成された[11]